# Lijst van voetbalinterlands Belize - Saint Kitts en Nevis
Deze lijst van voetbalinterlands is een overzicht van alle officiële voetbalwedstrijden tussen de nationale teams van Belize en Saint Kitts en Nevis. De landen speelden tot op heden vier keer tegen elkaar. De eerste ontmoeting, een kwalificatiewedstrijd voor het Wereldkampioenschap voetbal 2010, was op 6 februari 2008 in Guatemala-Stad (Guatemala). Het laatste duel, een groepswedstrijd tijdens de CONCACAF Nations League 2019/20, vond plaats in Basseterre op 13 oktober 2019.

## Wedstrijden
| № | Plaats         | Datum           | Competitie                      | Wedstrijd               | Uitslag |
| - | -------------- | --------------- | ------------------------------- | ----------------------- | ------- |
| 1 | Guatemala-Stad | 6 februari 2008 | WK 2010 kwalificatie            | Belize − St. Kitts-Nev. | 3 − 1   |
| 2 | Basseterre     | 26 maart 2008   | WK 2010 kwalificatie            | St. Kitts-Nev. − Belize | 1 − 1   |
| 3 | Belmopan       | 10 oktober 2019 | CONCACAF Nations League 2019/20 | Belize − St. Kitts-Nev. | 0 − 4   |
| 4 | Basseterre     | 13 oktober 2019 | CONCACAF Nations League 2019/20 | St. Kitts-Nev. − Belize | 0 − 1   |

## Samenvatting
| Competitie              | Totaal gespeeld | Winst Belize | Gelijk | Winst St. Kitts-Nev. | Doelsaldo Belize – St. Kitts-Nev. |
| ----------------------- | --------------- | ------------ | ------ | -------------------- | --------------------------------- |
| WK-kwalificatie         | 2               | 1            | 1      | 0                    | 4 − 2                             |
| CONCACAF Nations League | 2               | 1            | 0      | 1                    | 1 − 4                             |
| Totaal                  | 4               | 2            | 1      | 1                    | 5 − 6                             |

Wedstrijden bepaald door strafschoppen worden, in lijn met de FIFA, als een gelijkspel gerekend.

## Details

### Eerste ontmoeting
| WK 2010 kwalificatie (Guatemala-Stad, Guatemala, 6 februari 2008): |       |                      |
| Belize                                                             | 3 – 1 | Saint Kitts en Nevis |
| Deon McCauley 7' Harrison Roches 23' Deon McCauley 41'             | goals | 13' Gerard Williams  |

### Tweede ontmoeting
| WK 2010 kwalificatie (Basseterre, Saint Kitts en Nevis, 26 maart 2008): |       |                 |
| Saint Kitts en Nevis                                                    | 1 – 1 | Belize          |
| Orlando Mitchum 84'                                                     | goals | 39' Elroy Smith |

FFB · A-internationals · Bondscoaches · Statistieken · Belizaans vrouwenelftal
1990 – 1999 ·
2000 – 2009 ·
2010 – 2019 ·
2020 − 2029
1995 · 
1996 · 
1997 · 
1998 · 
1999 · 
2000 · 
2001 · 
2002 · 
2003 · 
2004 · 
2005 · 
2006 · 
2007 · 
2008 · 
2009 · 
2010 · 
2011 · 
2012 · 
2013 · 
2014 ·
2015 ·
2016 ·
2017 ·
2018 ·
2019 ·
2020 ·
2021 ·
2022 ·
2023 ·
2024
Anguilla ·
Bahama's ·
Barbados ·
Bermuda ·
Canada ·
Costa Rica ·
Cuba ·
Dominicaanse Republiek ·
El Salvador ·
Grenada ·
Guatemala ·
Guyana ·
Haïti ·
Honduras ·
Kaaimaneilanden ·
Mexico ·
Montserrat ·
Nicaragua ·
Panama ·
Puerto Rico ·
Saint Kitts en Nevis ·
Saint Vincent en de Grenadines ·
Trinidad en Tobago ·
Turks- en Caicoseilanden ·
Verenigde Staten
SKNFA · A-internationals · Vrouwenelftal van Saint Kitts en Nevis
1979 – 1989 · 
1990 – 1999 · 
2000 – 2009 · 
2010 – 2019 ·
2020 − 2029
Amerikaanse Maagdeneilanden ·
Andorra ·
Anguilla ·
Antigua en Barbuda ·
Armenië ·
Aruba ·
Bahama's ·
Barbados ·
Belize ·
Bermuda ·
Britse Maagdeneilanden ·
Canada ·
Costa Rica ·
Cuba ·
Curaçao ·
Dominica ·
Dominicaanse Republiek ·
El Salvador ·
Estland ·
Georgië ·
Grenada ·
Guyana ·
Haïti ·
India ·
Jamaica ·
Kaaimaneilanden ·
Mauritius ·
Mexico ·
Montserrat ·
Nicaragua ·
Noord-Ierland ·
Puerto Rico ·
Saint Lucia ·
Saint Vincent en de Grenadines ·
San Marino ·
Suriname ·
Taiwan ·
Trinidad en Tobago ·
Turks- en Caicoseilanden ·
Verenigde Staten